# 早期投票
早期投票（英語：Early voting，也称作或），也可译作提前投票或预先投票，是一种便捷的投票程序，使选民在公共选举中可以在预定的投票日前进行投票。早期投票可以远程进行，如通过邮政投递等方式，也可以亲自投票，通常会在指定的投票站进行。早期投票的时间和期限因选举类型而异，目的通常是为了增加选民参与度，并减轻投票日当天的拥挤状况。
早期投票面向的对象主要有选举期间预定将离开投票区的人、民意调查人员、竞选工作人员，在选举日进行医疗程序的人员，以及宗教信仰人群等等。
早期投票的人群在近年来有所增加，并且无条件（无借口）的早期投票也不断扩大，一些批评家认为此举损害了民主程序。

## 美国

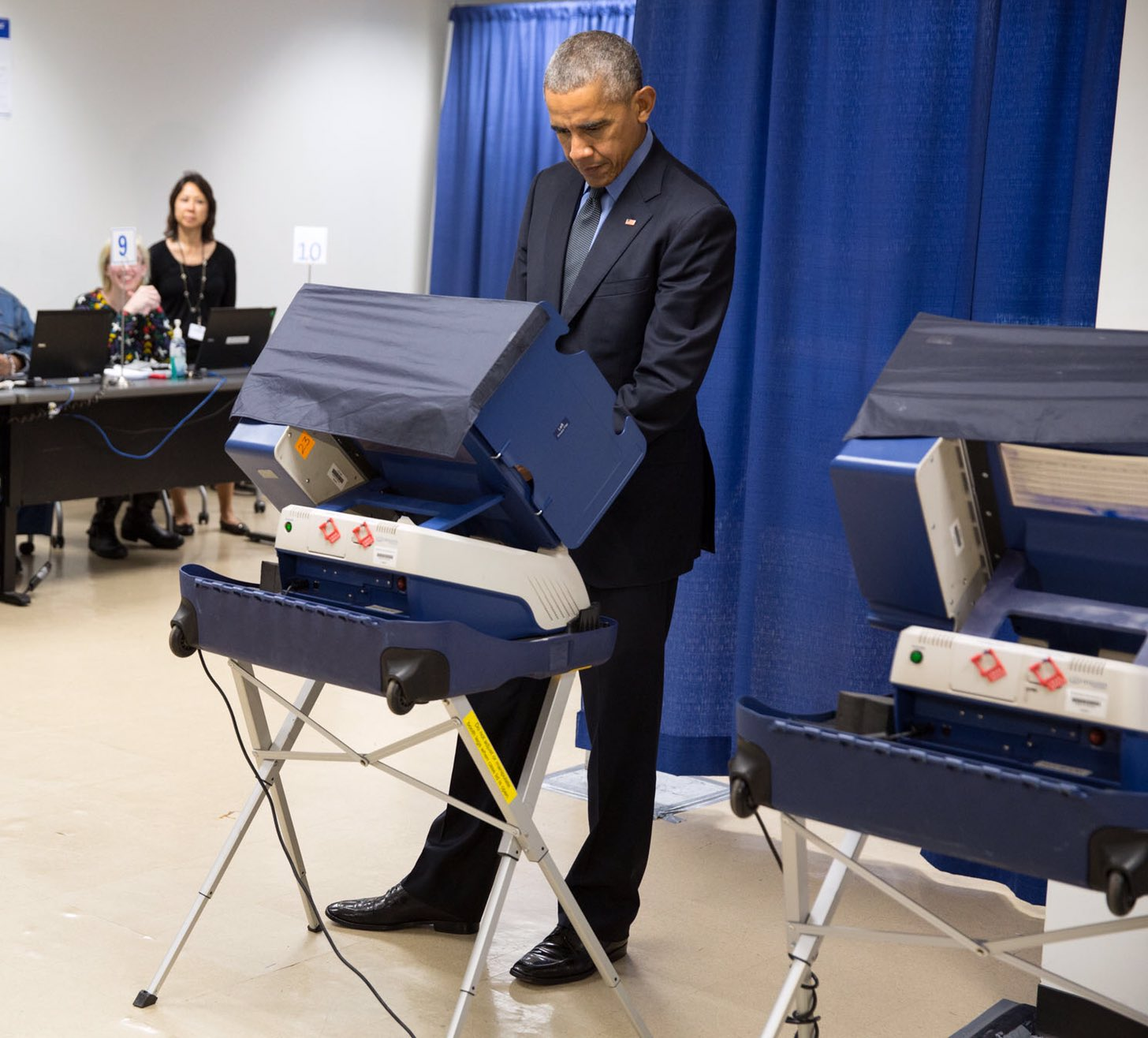
时任总统巴拉克·奥巴马参加2016年美國總統選舉早期投票

早期投票类似于“无故缺席”投票。在许多美国州，早期投票期间在四至五十天不等。33个州和哥伦比亚特区，允许在没有任何理由情况下亲自参加早期投票，28个州和哥伦比亚特区允许无理由的通过邮寄方式参加早期投票。
| 美国总统大选中的早期投票 | 美国总统大选中的早期投票 | 美国总统大选中的早期投票 |
| 年份                     | 投票率                   | 来源                     |
| ------------------------ | ------------------------ | ------------------------ |
| 2020年美國總統選舉       | 64.04%                   | [ 7 ]                    |
| 2016年美國總統選舉       | 36.6%                    | [ 8 ]                    |
| 2012年美國總統選舉       | 31.6%                    | [ 9 ]                    |
| 2008年美國總統選舉       | 30.6%                    | [ 10 ]                   |
| 2004年美國總統選舉       | 22%                      |                          |
| 2000年美國總統選舉       | 16%                      | [ 11 ]                   |
| 1992年美國總統選舉       | 7%                       | [ 10 ]                   |